# 246 pr. n. št.

## Smrti
- Antioh II. Teos, kralj Selevkidskega cesarstva (* 286 pr. n.  št.)
- Ptolemaj II. Filadelf, faraon Egipta (* 309 pr. n. št.)